# Dąbrowa świetlista

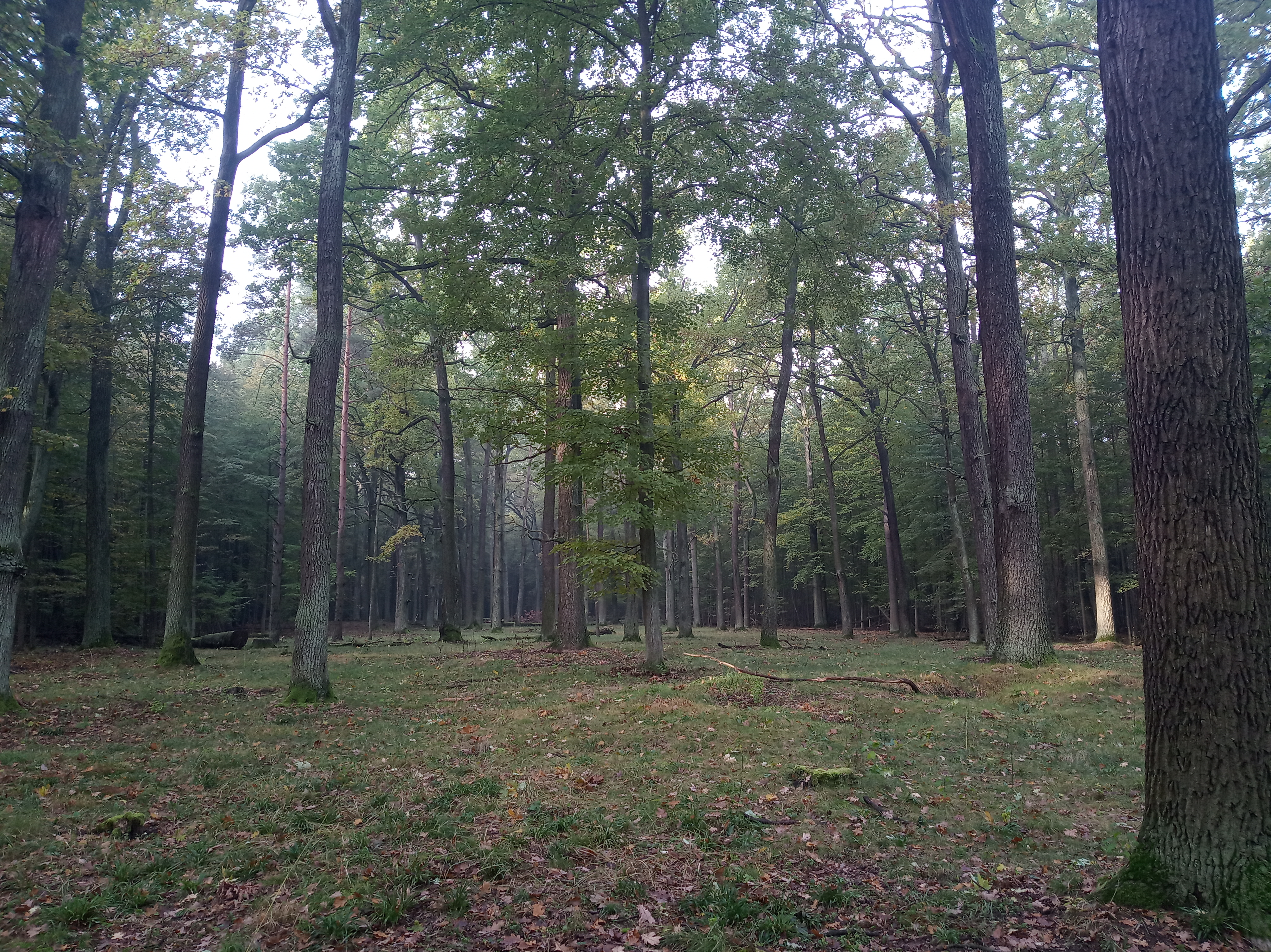
Świetlista dąbrowa na przykładzie Lasu Sobieskiego

Dąbrowa świetlista − typ lasu dębowego charakteryzujący się skąpą warstwą krzewów i bogatym gatunkowo, bujnym runem. W Polsce zbiorowiska tego rodzaju zanikają. Drzewostan tych lasów tworzony jest głównie przez dąb bezszypułkowy, a na północnym wschodzie Polski również dąb szypułkowy.
Dąbrowa świetlista związana jest z działalnością ludzi, powstała za sprawą prawa chłopów do wypasania zwierząt hodowlanych w pańskich lasach, a także takich działań jak wykaszanie runa, grabienie ściółki i zbiór żołędzi. Ten typ lasu jest charakterystyczny dla Polski środkowej i wschodniej. Po II wojnie światowej wypasu na obszarach leśnych zakazano, by zwierzęta nie niszczyły upraw leśnych, a jego tradycja zachowała się jedynie w kilku miejscowościach w Polsce. Efektem było zarastanie lasów gatunkami drzew i krzewów, które mocno zacieniają ich dno i tym samym utrudniają rozwój gatunków światłolubnych. Dla istnienia tego typu lasu konieczne jest wypasanie w lesie zwierząt, które wyjadają składniki runa, ponieważ koszenie prowadzi do nadmiernego rozrostu traw, które tworzą gęstą darń. Na początku XXI wieku w Polsce było nie więcej niż 200 ha dobrze zachowanej dąbrowy świetlistej.

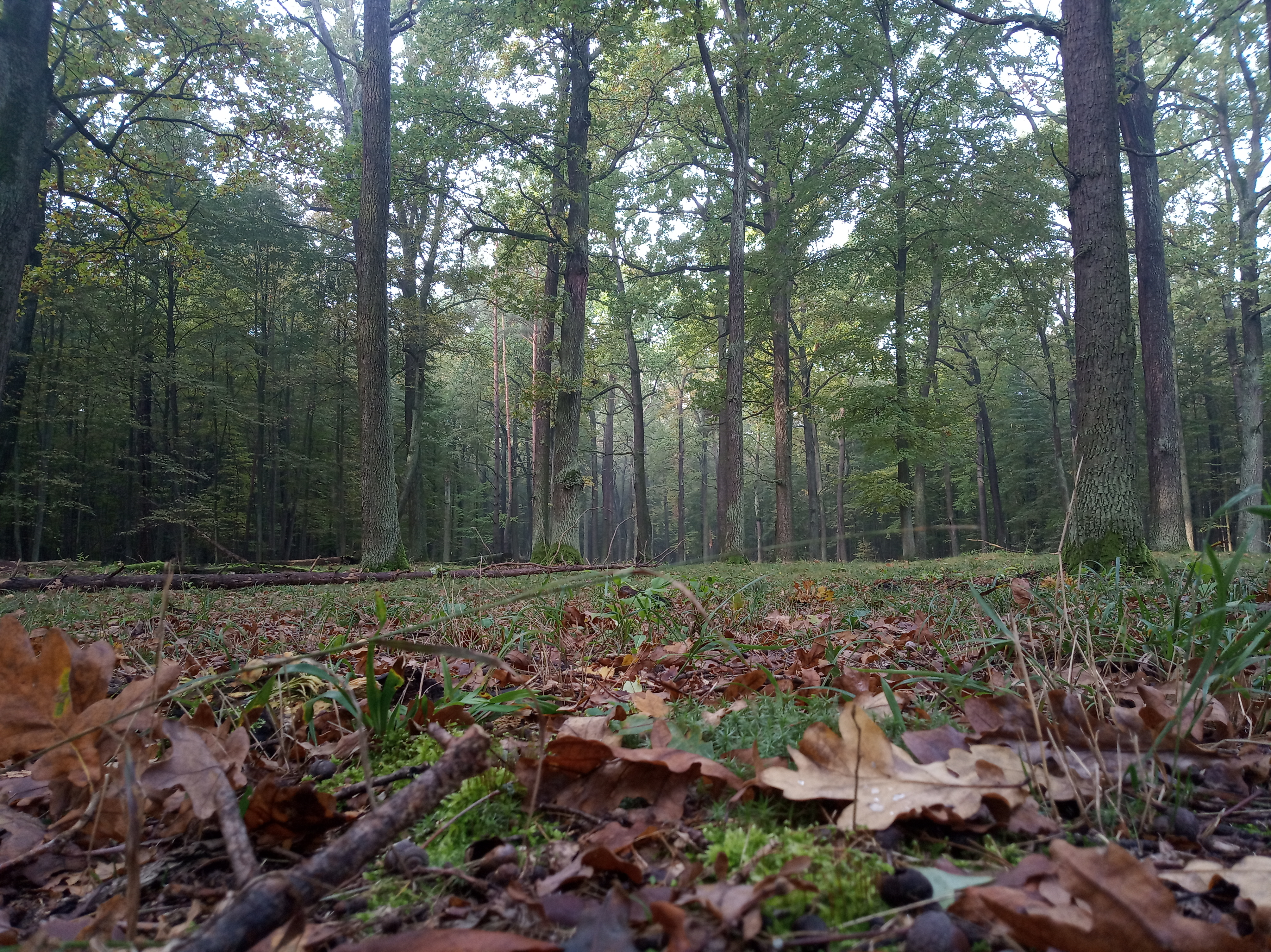
Dąbrowa świetlista na przykładzie Lasu Sobieskiego

Rośliny runa charakterystyczne dla dąbrowy świetlistej to turzyca pagórkowata, pięciornik biały, dzwonek brzoskwiniolistny, dziurawiec skąpolistny i dzwonecznik wonny. Dąbrowa świetlista jest uważana za najbogatszy florystycznie polski typ lasu, a zachowane siedliska są chronione przez Unię Europejską w ramach obszarów Natura 2000.